# Luigi Aliquò
Luigi Aliquò (Reggio Calabria, 18 gennaio 1926 – Roma, 9 gennaio 1995) è stato un avvocato, politico, giornalista e storico italiano, due volte sindaco di Reggio calabria dal 18 settembre 1975 al 20 maggio 1977 e dal 15 luglio 1988 al 1º settembre 1989.

## Biografia
Di professione avvocato e figlio di Filippo Aliquò Taverriti, fu più volte consigliere ed assessore comunale per la Democrazia Cristiana. Fu considerato adatto a presiedere giunte di transizione per il suo carattere mite.
Anche lui, come il padre, fu dedito al giornalismo, continuando a pubblicare e dirigere il settimanale Corriere di Reggio.
Coinvolto in vicende giudiziarie, si proclamò innocente ma morì prima della conclusione dei procedimenti.